# František Deym ze Stříteže (voják)
František Deym starší ze Stříteže (německy Franz Deym d. ä. von Stritež; 5. října 1804 Nové Zámky – 16. února 1872 Lesencetomaj) byl česko-rakouský šlechtic, polní podmaršál c. k. armády, jeden z generálů císařských vojsk během maďarské revoluce v letech 1848–1849. Pocházel ze starého českého hraběcího rodu Deymů ze Stříteže.

## Život a kariéra
Narodil se jako syn Jana Františka z hraběcího rodu Deyma ze Stříteže (1769-1832) s vojenskou tradicí. František jako šestnáctiletý vstoupil do armády. Sloužil u několika jezdeckých císařských pluků a v roce 1844 se stal v Uhrách plukovníkem 9. husarského pluku cara Mikuláše I. V tomto pluku později sloužili také generálové András Gáspár a Lajos Kazinczy. Na základě dohody mezi uherským a rakouským ministerstvem války se červenci 1848 pod velením Deyma přesunul do sídla husarů v Uhersku. Dne 3. září byl povýšen na generálmajora. Husarský pluk č. 9 bojoval na straně maďarské ústavy, takže po útoku chorvatského bána Jelačiće Deym raportoval rakouskému ministerstvu války.
Poté byl přidělen jako velitel brigády v haličském sboru generála Františka Jindřicha Šlika. Zúčastnil se bitev Šlikova sboru u Košic a Tokaje. 5. února 1849 v bitvě u Braniska velel císařským oddílům bránících průsmyk. Po prohrané bitvě se se svou jednotkou stáhl do Košic a poté se se Šlikovým vojskem připojil k hlavním silám vedeným Alfrédem z Windisch-Grätze. Zúčastnil se bitvy u Kápolny a poté 28. února byla v jezdecké bitvě u Mezőkövesdu jeho brigáda poražena husarským plukem vedeným Andrásem Gáspárem. Kvůli této porážce byl zbaven funkce brigádního velitele.
Dalších bitev v Uhersku se již neúčastnil. Přesto, že byl nahrazen, zachoval si přízeň nadřízených a po porážce Maďarů ve válce za nezávislost byl oceněn několika poctami.
Od srpna 1849 byl velitelem brigády v Lublani a od roku 1850 se stal vojenským guvernérem města. V roce 1852 byl povýšen na polního podmaršála a velitele divize na chorvatském velitelství.
V roce 1855 odešel do ústraní a zbytek života strávil na svém statku v Lesencetomaji.

## Rodina
Oženil se v říjnu 1836 v Mnichově Hradišti s hraběnkou Ludmilou Antonií z Valdštejna-Wartenbergu (1815–1847). Z manželství se narodilo pět dětí:
- 1. Ferdinand (21. 6. 1837 – 9. 2. 1900), svobodný a bezdětný[2]
- 2. František (23. 8. 1838 Nové Zámky – 3. 9. 1903 Eckersdorf), manž. 1870 Marie Anna ze Schlabrendorfu (29. 3. 1852 Vratislav – 26. 5. 1919 Nové Zámky)[3]
- 3. Gabriela (20. 8. 1839 Ciacova – 28. 9. 1920 Bożków), manž. 1859 hrabě Vilém z Magni (2. 4. 1828 Bożków – 23. 1. 1888 tamtéž)[4]
- 4. Ludmila (9. 1. 1842 Lugoj – 19. 7. 1925 Miszla), manž. 1858 baron Ferdinand Géza Inkey de Pallin (11. 6. 1829 Rasinja – 22. 11. 1891 Opatija)[5]
- 5. Marie (24. 2. 1847 Vídeň – 18. 12. 1878 Velké Kunětice), manž. 1865 hrabě Evžen Larisch-Mönnich (18. 2. 1835 Fryštát – 14.12. 1880 Benátky)[6]

## Spisy
- Čtení a modlitební kniha pro vojáky. Kluž-Napoca, 1833.